# Protomagdaleniense
La cultura Protomagdelaniense, o Magdaleniense 0, deriva del Perigordiense Superior y se desarrolló hacia el 21 500 a 22  0000 AP, siendo anterior a la fase final del Auriñaciense. De esta cultura solo existen hallazgos en España y Francia. Se caracteriza por largos buriles rectos sobre hojas retocadas, y escasez de raspadores y perforadores. Existen también puntas óseas de azagayas fusiformes o con base biselada.
Esta cultura se ha encontrado en estratos de los yacimientos de Abri Pataud y Laugerie-Haute, en estratos entre los del Solutrense y auriñaco-perigordiense. Se han encontrado grandes hojas bien realizadas, muy retocadas; muchos buriles; raspadores; laminitas; y de hueso, puntas de azagaya y varillas.
El término fue acuñado por Cheynier en 1925 para denominar al Magdaleniense inferior (I, II y III), ya que encontró restos en estratos anteriores al Magdaleniense I de Breuil-Peyrony, pero Vignard en 1965 lo renombraría como Badegouliense cuando era referido a Francia, tratándolo como una cultura independiente de la magdaleniense.